# Henrik Zedritz
Henrik Zedritz (Heinrich, Hindrich), död 23 juni 1706 i Stockholm, var en svensk myntmästare och medaljkonstnär.
Han var son till borgmästaren i Falun Georg Zedritz och Sara Olofsdotter och från 1677 gift med Sara Leffer. Zedritz utbildade sig först inom guldsmedsyrket innan han lärde sig att snida stämplar och anställdes vid myntverket i Stockholm 1670–1680 där han först arbetade utan en bestämd position och avlönades via gratifikationer. Han blev proberare 1685 och myntmästare 1699. Han försökte 1683 att få en fast anställning vid myntverket genom att tala om för ledningen att han erbjudits fast plats som stämpelsnidare och proberare vid myntverken i Szczecin och Köpenhamn. Hans tid vid myntverket präglas av tvister med tjänstemän och det framgår av bankens protokoll att ledningen hyste en odelad tilltro till Zedritz kapacitet som myntmästare. Som gravör vid myntverket var han ansvarig för 1670-talets utförande av mynt och att han utan särskild ersättning inrättar stämplar för randskrift på mynten. Vid tontillträdet 1672 och kröningen 1675 utförde Zedritz medaljer samt en medaljbild över Karl XI 1675 son nästan var en kopia av Arvid Karlsteens medalj.   